# Grégoire Drouot
Grégoire François Bruno Drouot (Vénissieux, 6 marzo 1976) è un vescovo cattolico francese, dal 16 marzo 2024 vescovo di Nevers.

## Biografia
È nato a Vénissieux, nella regione di Rodano-Alpi, nel 1976.

### Formazione e ministero episcopale
Dopo la laurea in storia, quella in geografia e il master in diritto, è entrato nel seminario di Paray-le-Monial per la sua formazione filosofica e in seguito nell'Istituto di studi teologici di Bruxelles per la sua formazione teologica, laureandosi nel 2007 in teologia sacramentale.
Il 1º luglio 2007 è stato ordinato presbitero per la diocesi di Autun dal vescovo Benoît Marie Pascal Rivière. È stato vicario parrocchiale a Chalon-sur-Saône dal 2009 al 2013, poi a Paray-le-Monial fino al 2018 dove è stato docente presso il seminario. Nel frattempo è stato anche delegato episcopale per la pastorale giovanile e vocazionale e cappellano della squadra nazionale di strada degli scout unitari di Francia.
Nel 2018 è stato nominato vicario generale della diocesi di Autun. È stato parroco moderatore a Cuisery dal 2018 al 2021, amministratore a Étang-sur-Arroux dal 2022 al 2023 e a Pierre-de-Bresse fino alla nomina episcopale.

### Ministero episcopale
Il 16 marzo 2024 papa Francesco lo ha nominato vescovo di Nevers; è succeduto a Thierry Brac de la Perrière, precedentemente nominato vescovo ausiliare di Lione. 
Ha ricevuto l'ordinazione episcopale il 2 giugno successivo, nella chiesa del priorato di Notre-Dame di La Charité-sur-Loire, da Antoine Henry Pierre Marie Hérouard, arcivescovo metropolita di Digione, co-consacranti Benoît Marie Pascal Rivière, vescovo di Autun e amministratore apostolico di Nevers, e Robert Léon Wattebled, vescovo emerito di Nîmes, alla presenza dell'arcivescovo Celestino Migliore, nunzio apostolico in Francia.

## Genealogia episcopale
La genealogia episcopale è:
- Cardinale Guillaume d'Estouteville, O.S.B.Clun.
- Papa Sisto IV
- Papa Giulio II
- Cardinale Raffaele Sansone Riario
- Papa Leone X
- Papa Paolo III
- Cardinale Francesco Pisani
- Cardinale Alfonso Gesualdo di Conza
- Papa Clemente VIII
- Cardinale Pietro Aldobrandini
- Cardinale Laudivio Zacchia
- Cardinale Antonio Barberini, O.F.M.Cap.
- Cardinale Nicolò Guidi di Bagno
- Arcivescovo François de Harlay de Champvallon
- Cardinale Louis-Antoine de Noailles
- Vescovo Jean-François Salgues de Valderies de Lescure
- Arcivescovo Louis-Jacques Chapt de Rastignac
- Arcivescovo Christophe de Beaumont du Repaire
- Cardinale César-Guillaume de la Luzerne
- Arcivescovo Gabriel Cortois de Pressigny
- Arcivescovo Hyacinthe-Louis de Quélen
- Vescovo Louis-Charles Féron
- Vescovo Pierre-Alfred Grimardias
- Cardinale Guillaume-Marie-Romain Sourrieu
- Cardinale Léon-Adolphe Amette
- Arcivescovo Benjamin-Octave Roland-Gosselin
- Cardinale Paul-Marie-André Richaud
- Cardinale Paul Joseph Marie Gouyon
- Vescovo Charles-Auguste-Marie Paty
- Cardinale Louis-Marie Billé
- Arcivescovo Laurent Ulrich
- Arcivescovo Antoine Hérouard
- Vescovo Grégoire Drouot